# Frank Präger
Frank Präger (* 1961 in Fürth) ist ein deutscher Archivar und Historiker.

## Leben
Präger wurde in Franken geboren. Er studierte Germanistik und Geschichte an der Universität Erlangen. Nach dem ersten Staatsexamen für das Lehramt an Gymnasien absolvierte er von 1989 bis 1995 den Promotionsstudiengang zum Dr. phil. mit Hauptfach Bayerische und Fränkische Landesgeschichte. Seit 2000 leitet er das Stadtarchiv der Stadt Neumarkt in der Oberpfalz, wo er auch wohnhaft ist. Das Neumarkter Stadtarchiv ist nach dem Stadtarchiv Regensburg im Bezirk Oberpfalz das zweitälteste.
Präger ist Vorsitzender des Historischen Vereins für Neumarkt/OPf. und Umgebung e.V.

## Publikationen (Auswahl)
- Das Spital und die Armen. Almosenvergabe in der Stadt Langenzenn im 18. Jahrhundert. Zugl. Diss. (Universität Nürnberg-Erlangen 1995), Pustet, Regensburg 1997. ISBN 978-3-791-71554-4
- Die Reihe Archivbilder. Neumarkt in der Oberpfalz. Sutton Verlag, Erfurt 2006. ISBN 978-3-866-80053-3
- mit Rudi Bayerl: Neumarkt in der Oberpfalz im Wandel. Herausg. von der Stadt Neumarkt i. d. Opf., Geiger-Verlag, Horb am Neckar 2010. ISBN 978-3-86595-358-2
- mit Rudi Bayerl: ZeitSprünge. Neumarkt in der Oberpfalz. Sutton Verlag, Erfurt 2013. ISBN 978-3-95400-213-9
- Das Neumarkter Krankenhausbuch 1868–1879. Gesellschaft für Familienforschung in der Oberpfalz e.V., Regensburg 2016.